# Спис

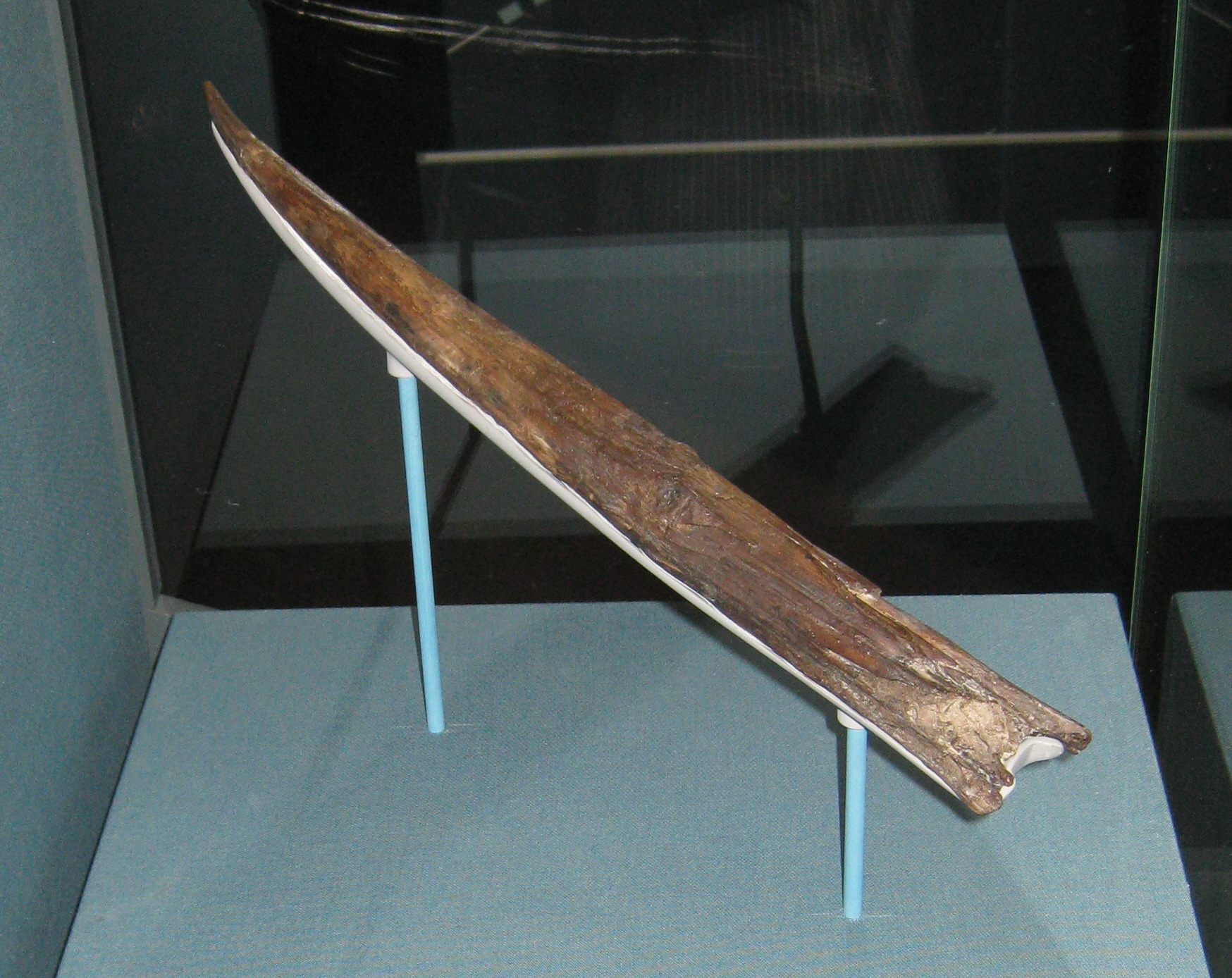
Наконе́ччя списа з Музею природознавства в Лондоні. Зроблений близько 420 000 років тому

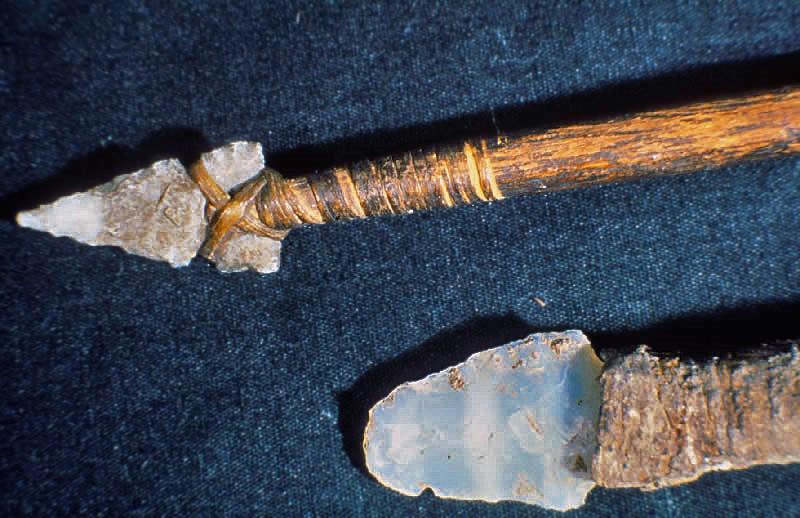
Індіанські наконе́ччя списа і ніж. Національний парк Меса-Верде

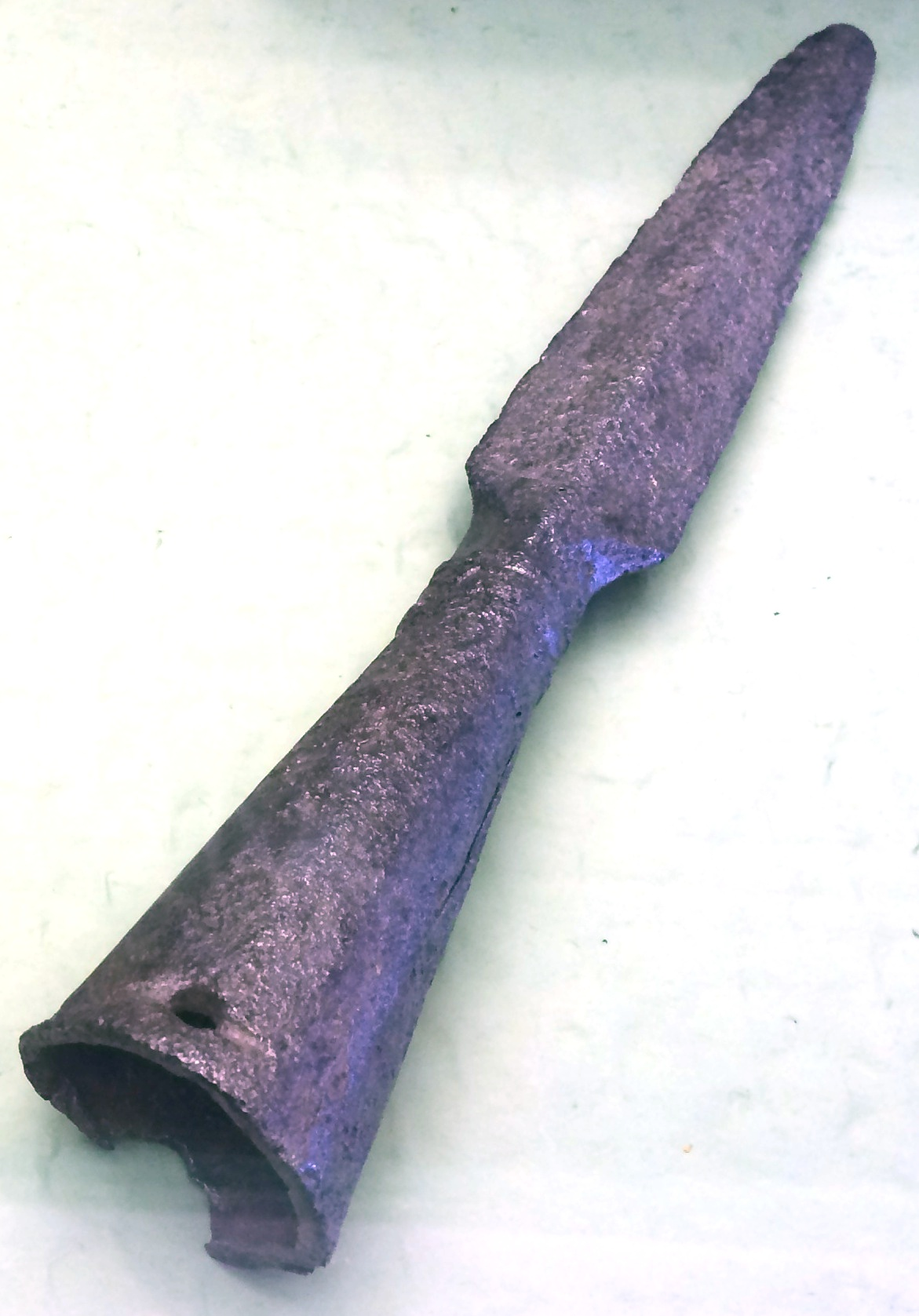
Наконе́ччя давньоримського списа, датований ІІ ст. н. е.

Спис (заст. укр. ра́тище, ратови́ще) — холодна зброя у вигляді довгого древка-ратища, на кінці якого розміщено вістря — клюга́, металевий гостряк списа, форма якого може бути найрізноманітнішою. Спис — перш за все колольна зброя, хоч деякі види списів були розраховані також на ріжучі та рублячі удари.

## Етимологія
Слово «спис», очевидно, запозичене з польської мови (сучасне пол. spisa, ст.-пол. spis). Польське spis германського походження — від нім. Spiess, що споріднене з давн.в-нім. spiź, давн-англ. spitu («рожен»), англ. spit, нід. spit і виводиться з пра-і.є. *(s)pei-, *(s)pi- («щось гостре»). Від нього також походять тох. A spi-ae («кілочок», «гак»), лат. spina («терен», «колючка», «хребет»), і можливо, загальнослов'янське «спина».
Окрім слова «спис», в українській мові існують інші терміни для цієї зброї — «копия́» (зараз вживається щодо одного з різновидів списа), «ратище», «ратовище». «Копия» походить від прасл. *kopьje, утвореного від дієслова *kopati (первісне значення — «тикати», «устромляти»). Пор. лит. kaplys («мотика»), латис. kaplis («сокира»), грец. κοπίς («ніж», «копіс»), давн.в-нім. habba («тесак», «серп»).
Слова «ратище», «ратовище», походять, імовірно, від прасл. *ortiti > *ratiti («битися», пор. д.-рус. ратити сѧ — «ворогувати»), утвореного від праслов. *ortъ («битва», пор. «рать»). Інша версія: споріднене з дав.-ісл. róða («прут», «жердина», «ціпок»), давн-англ. rod (так само), давн.в-нім. ruota («жердина»), лат. retae («дерева у річці») і ratis («пліт»).

## Будова
Спис зазвичай складався з таких елементів: вістря, втулки, ратища і втока.
- Вістря — може мати різну форму та бути зроблене з різних матеріалів. Саме вістря є безпосередньо бойовою частиною списа.
- Втулка — трубка, за допомогою якої з'єднувалися вістря та ратище.
- Ратище (ратовище) — у вузькому значенні це держак списа, як правило являє собою дерев'яну палицю, круглу (зрідка овальну, і практично ніколи іншої форми) в перерізі, яка має конусоподібну чи циліндричну форму. Втім, матеріал ратища може бути найрізноманітніший — відомі ратища з мамонтових ікол чи металу, однак слід зазначити, що подібна екзотика завжди була винятком. У широкому смислі «ратище» — інша назва списа.
- Вток — металевий наконечник на протилежному до вістря кінці списа. Траплялися втоки різної форми, але найпоширенішою були гострі. Вток захищав кінець списа від розщеплення, дозволяв увіткнути (звідси й назва) спис у землю догори вістрям, також він був противагою вістрю й допомагав балансувати спис.

## Історія
Найпростіший спис являв собою пряму обстругану і заточену палицю з твердого дерева завдовжки приблизно в людський зріст. Як правило, вістря для твердості обпалювалося.
Такі списи використовували ще неандертальцями. Люди сучасного типу (Homo sapiens sapiens) із найдавніших часів використовували списи з вістрям. Вже перші європейці — кроманьйонці 40 тисяч років тому робили досконалі крем'яні вістря для сулиць. Однак і списи першого, найпримітивнішого типу продовжували використовувати, коли не було кращого. Кілки з опаленими вістрями чи бамбукові палиці з косим зрізом використовували як зброю селян до XIX сторіччя включно.
Спис був першою справді потужною зброєю, яка дала людям велику перевагу над тваринами. На відміну від гострих каменів чи палиць, дія яких була схожа на дію лап, кігтів та ікол звірів, спис як зброя не мав аналогів. Спис глибоко проникає у тіло жертви й та гине або від пошкодження внутрішніх життєво важливих органів, або ж від кровотечі з глибоких ран. В цілому саме в цих двох напрямках — глибокі проникаючі поранення чи поранення з великою кровотечею, спис як знаряддя і розвивався усю свою історію.
З самого початку списи були двох типів — метальні та ударні. Важко сказати які з'явилися першими, оскільки найдавніші суціль дерев'яні списи майже не збереглися, і про їхнє існування є переважно опосередковані свідчення, а не безпосередні знахідки. Вважається, що неандертальці використовували важкі ударні списи-кілки для колективного полювання на велику дичину. Це була масивна зброя призначена для полювання на великих та небезпечних тварин. Своєю чергою археологічні розвідки, що стосуються людей сучасного типу, дають незаперечні свідчення використання нашими давніми предками метальних списів, кам'яні вістря яких належать до найпоширеніших знахідок. Десятки тисяч років списи були головною мисливською зброєю. Метальні списи дозволяли вражати здобич на відстані, а ударні використовували для того щоб добити пораненого звіра. Втім, виключно ударні списи в давнину використовували нечасто. Як правило, у вжитку були легші та, як правило, коротші метальні списи (сулиці, дротики), та списи середнього розміру (приблизно в зріст людини), збалансовані для метання, але які, завдяки міцному ратищу та розмірам, можна було використовувати для удару.
Окрім звичайних мисливських списів з'явилися також спеціальні для риболовлі та полювання на морського звіра — гарпуни та остені.
З появою лука метальні списи перестали бути основною зброєю на полюванні, хоч їх і продовжували використовувати, щодо ударних списів, гарпунів та остенів, то їх і далі використовували, оскільки лук не зміг їх замінити.
Починаючи з пізнього палеоліту списи все частіше використовують як зброю, однак довгий час ніякої різниці між мисливською та бойовою зброєю не було. І лише з часів неоліту та пізніше військове призначення призвело до еволюції списів. Універсальний спис завдовжки приблизно в людський зріст однаково придатний як для метання, так і для удару еволюціонував у трьох напрямках — одноручний спис, довгий спис, важкий спис. Втім з ужитку не виходила й початкова форма.
Ще в давні часи для полювання на особливо небезпечних звірів використовували списи з товстим ратищем та довгим міцним вістрям. Слов'яни називали такі списи рогатинами. Вже сама назва вказує не лише на матеріал з якого первісно робили вістря, але й на давнину цього поняття. В різні епохи різні народи використовували подібні важкі списи на війні. Незважаючи на все різноманіття форм та різницю походження цей тип легко виділити — міцне ратище, довге та важке вістря. Це була дворучна зброя, призначена для пробивання обладунків. Оскільки такі списи були не надміру довгі, а також мали велике вістря, то часто їх також використовували для рублячих та ріжучих ударів, часом саме вістря еволюціонувало в подібному напрямку — воно ширшало, важчало, на ньому з'являлися додаткові гостряки тощо
Поява та широке використання щитів призвело до появи спеціальних списів, призначених для бою однією рукою. Старий мисливський універсальний спис був збалансований для метання — центр ваги знаходився в нього попереду, дещо позаду вістря. Коли ж таким списом били, то його тримали двома руками. Відносно невелика вага та дворучний хват списа робили незручність метального балансу несуттєвою. Ситуація різко змінилася, коли списом почали вимахувати однією рукою. Для ефективного використання списа та для власної безпеки його слід тримати поближче до кінця протилежного вістрю. Але тримати так незбалансований спис практично неможливо. Якщо однією рукою тримати спис не за місце центру ваги, то рука дуже швидко втомлюється. Причин цьому дві. Перша й головна полягає в тому, що ширина людської долоні в кілька десятків разів менше за довжину списа, відповідно будь-яке зусилля на кінчик вістря, що не збігається з віссю списа діє на руку з плечем в кілька десятків раз. Другою причиною є те, що для утриманням такого незбалансованого списа в бойовому положення (тобто більш-менш горизонтально) використовують дрібні та як правило слабко розвинуті м'язи руки. Відповідно одноручний спис має бути принципово інакше збалансований аніж метальний, а саме — його центр ваги має бути позаду, аби воїн міг використати більшу частину довжини списа. Але так збалансований спис був зовсім непридатний для метання. Для балансування використовували лише два способи. Перший та основний — це поступове звуження ратища до вістря. Другий (допоміжний) — це використання противаги на протилежному до вістря кінці.
Бажання бути від ворога подалі призвело до ще одного напрямку розвитку списа — його подовження. Списи робили все довшими та довшими. В разі, коли обидві сторони були озброєні такими списами, починалася своєрідна «гонка озброєнь» і списи досягали 5-7, чи зрідка навіть більше метрів у довжину. Обмеженням такого видовження були лише людські можливості та конструкційні властивості матеріалу ратища. Звичайно такі довгі списи неможливо було метати. Величезному розміру відповідала чимала вага — реконструкції подібних списів важать від 5-7 кілограмів (іноді навіть більше). Величезна вага та розміри робили балансування такого списа нагальною необхідністю, незважаючи на дворучний хват. Способи були ті ж самі, що раніше використовували для одноручних списів.

## Різновиди списів

### Європейські
- Алебарда — гібрид списа та сокири;
- Альшпіс — короткий спис 1,6-1,8 м з дископодібним обмежником. Уживався у XV—XVI ст.;
- Бойовий рогач — спис з двома вістрями;
- Гаста — давньоримський спис;
- Годентаг — середньовічна зброя: гібрид важкого дрючка зі списом;
- Еспонтон — спис з фігурним наконечником
- Дорі — давньогрецький піхотний спис
- Дротик — легкий метальний спис
- Ксистон — давньогрецький спис, уживаний у кінноті;
- Копіє —— середньовічний кавалерійський спис;
- Ланцея — спис давньоримської кінноти;
- Облоговий ніж — короткий спис, ніж на руків'ї;
- Піка — довгий піхотний спис;
- Пілум — давньоримський метальний спис;
- Протазан — спис з фігурним наконечником;
- Рогатина — довгий спис з довгим, широким наконечником;
- Рунка (бойові вила) — спис з двома додатковими бічними наконечниками, меншими, ніж центральний;
- Сариса — давньомакедонський спис до 7 м у довжину;
- Спетум — спис з довгим наконечником та двома серпоподібними виступами біля його основи;
- Сулиця — легкий метальний спис;
- Тризубець — спис з трьома наконечниками;
- Фошар — спис XI—XIV ст. з широким наконечником, який нагадував гвізарму або бойовий багор.

### Азійські
- Арбір — індонезійська алебарда
- Данпа — корейський тризубець
- Дохоко — різновид бронзового списа в стародавній Японії
- Камаярі — японський спис з серпоподібним лезом (кама) біля основи наконечника
- Контос — давньоперський спис
- Кянь — китайський спис
- Сибат — філіппінський спис
- Тришула — індійський тризубець
- Хоко-ярі — японський спис
- Чжи — китайський спис, гібрид списа з сокирою-кинджалом ґе
- Чхан — корейський спис понад 2,5 м у довжину. Уживався здебільшого у церемоніальних цілях
- Ярі — японський спис

## Інше
- Копіє — предмет церковного начиння, жертовний ніж у вигляді маленького списа
- Ланцет — старовинний хірургічний інструмент, схожий за формою з маленьким списом
- Бандерилья (ісп. banderilla) — маленький спис, який використовує бандерильєро під час кориди
- Багнет — сучасний аналог списа — клинок, закріплений на стволі вогнепальної зброї, замінив собою спис у піхоті

## Інші значення
- Спис — застаріла назва списка[1].

## Цікаві факти
- Поширене останнім часом слово «фрилансер» первісно означало «вільний списник».